# Tape loop

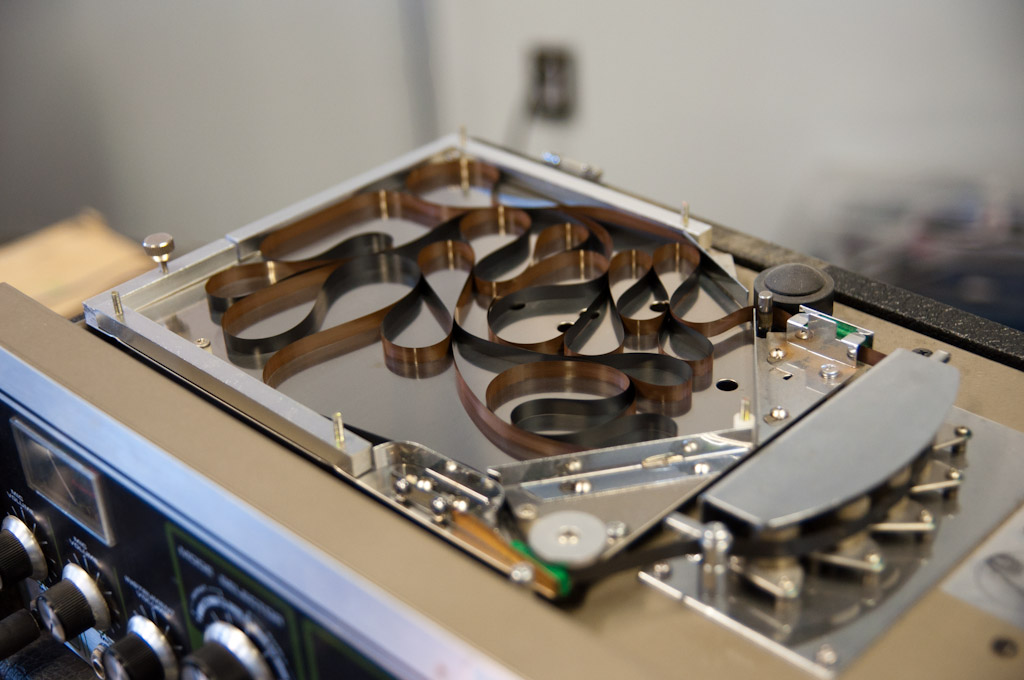
Un nastro ad anello, alberi di trasmissione e più testine magnetiche multi-eco in un'unità Roland RE-101 Space Echo

In musica, il tape loop è una tecnica che consiste nel mettere in loop dei nastri magnetici per creare schemi musicali ripetitivi e ritmici o delle stratificazioni sonore.
La tecnica del tape loop venne usata per la prima volta durante gli anni quaranta del Novecento dal francese Pierre Schaeffer e, durante i due decenni seguenti, da Éliane Radigue, Steve Reich, Terry Riley e Karlheinz Stockhausen, che se ne servirono per creare effetti di phasing, ritmi, texture, e timbri. Il tape loop veniva anche usato dai musicisti psichedelici, prog e ambient degli anni sessanta e settanta per creare particolari effetti sonori. Durante gli anni ottanta, i suoni per nastri magnetici ripetuti, e più in generale le tecniche di registrazione analogica, vennero rimpiazzati dalle tecnologie di audio digitale e quelle generate dai computer.

## Descrizione
In un tape loop, una sezione di nastro magnetico viene tagliata e giuntata da un capo all'altro, creando un cerchio o anello che può essere riprodotto continuamente, di solito su un registratore da bobina a bobina, in modo tale che il suono venga ripetuto all'infinito. A volte si può alterare il materiale messo in riproduzione per modificare il suono, ri-registrando il suono prima che il loop finisca il suo ciclo, aggiungendo nuovo materiale sonoro al loop, o adottando altri espedienti. Su un registratore a bobina standard, un loop non può durare più di pochi secondi. Per allungare i tempi dei loop si poteva connettere il nastro a due bobine di due registratori diversi. Accelerando la velocità di riproduzione del nastro muta l'altezza del suono.

## Storia

### Anni 1940-1960: i pionieri

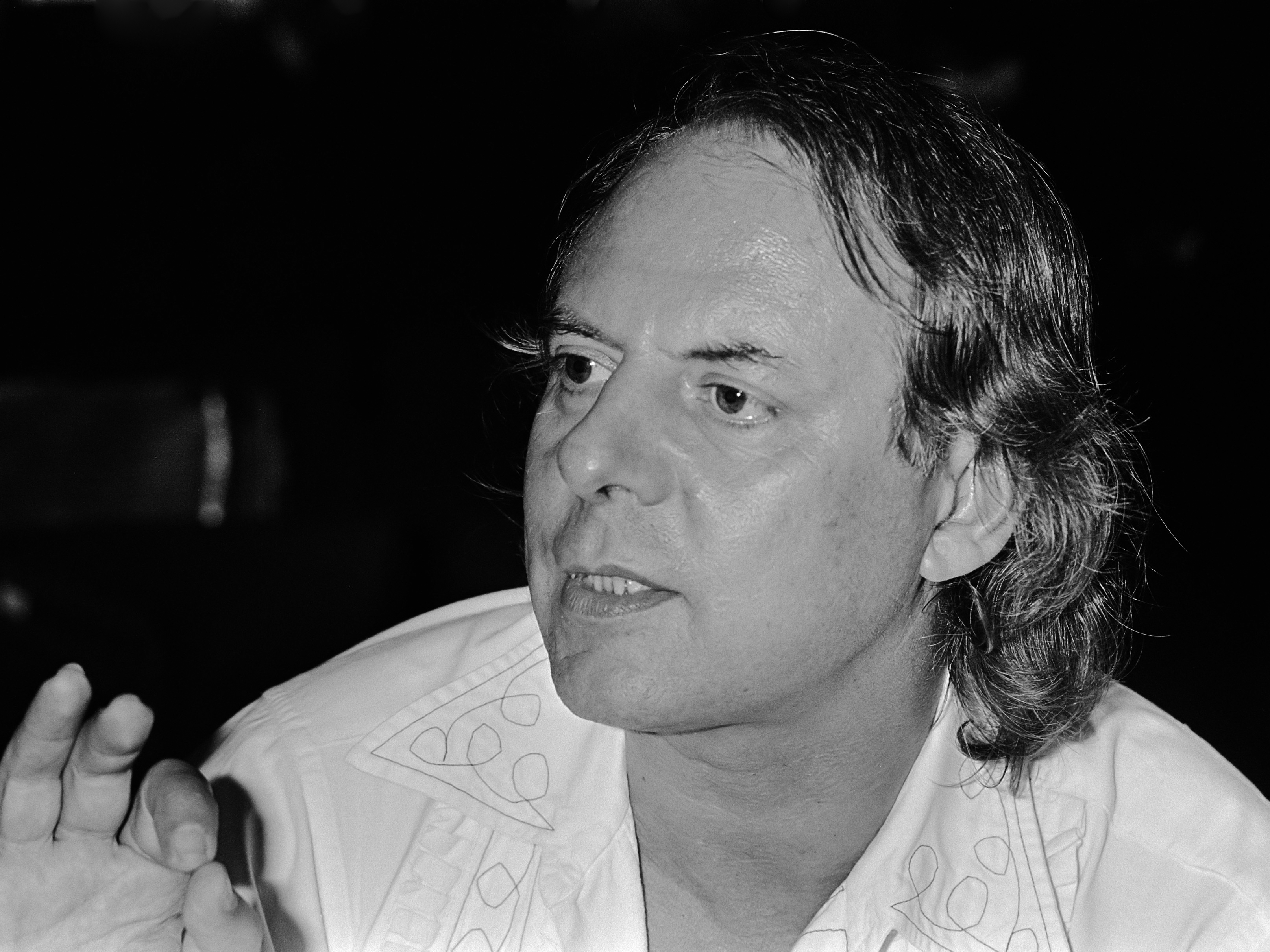
Karlheinz Stockhausen (1980)

Alla fine degli anni 1940, Pierre Schaeffer utilizzava speciali dischi fonografici servendosi di un sillon fermé (solco chiuso) per ripetere segmenti di suoni nel suo studio parigino di musica concreta. Quando si diffusero le tecnologie del nastro magnetico, Schaeffer decise di usare i tape loop, attraverso i quali tali segmenti potevano essere semplicemente ripetuti o potevano venire manomessi dal compositore durante la loro riproduzione.
Nel 1955, Éliane Radigue, un'apprendista di Schaeffer del Club d'Essai, imparò a tagliare, incollare, e montare i nastri magnetici. Tuttavia, alla fine degli anni sessanta, si interessò maggiormente al feedback su nastro. Radigue scrisse diversi brani  processando il feedback tra due registratori su nastro e un microfono (Jouet Electronique, 1967; Elemental I, 1968; Stress-Osaka, 1969; Usral, 1969; Ohmnht, 1970; Vice Versa, etc, 1970).
Halim El-Dabh, che sperimentò la musica su nastro dall'inizio degli anni quaranta agli anni cinquanta, sfruttava i tape loop. A partire dalla fine degli anni cinquanta, il BBC Radiophonic Workshop iniziò a utilizzare i loop di nastro per aggiungere effetti sonori ad alcuni programmi della BBC. Diverse configurazioni differenti di tape loop furono impiegate nei primi anni dello Studio für Elektronische Musik di Colonia. Uno di questi metodi veniva utilizzato per creare trame multistrato registrando in sequenza i suoni con la testina di cancellazione scollegata o disponendo a piacere le testine. Gottfried Michael Koenig si servì di questo metodo compositivo nella sua Klangfiguren I (1954).
Nel 1955, il canadese Hugh Le Caine produsse "un esempio particolarmente chiaro e facile da ricordare di musique concrète" intitolato Dripsody, composizione costruita servendosi del suono di una singola goccia d'acqua, e che sfrutta un registratore a velocità variabile, tape loop, e solo 25 spezzoni di nastro. Nello stesso periodo, a Colonia, Karlheinz Stockhausen produsse un'opera più ambiziosa, Gesang der Jünglinge (1955–56), ove i loop di nastri servono a generare i gruppi stratificati di impulsi sonori e sciami corali. Stockhausen farà lo stesso con Kontakte (1958–60) e la performance dal vivo Solo (1965–66), ove è presente un tape loop di Barry Anderson che è il più lungo mai realizzato.
Il minimalista Terry Riley iniziò a utilizzare i loop di nastro alla fine degli anni cinquanta. Usando semplici registratori Wollensak, registrò musica per pianoforte, e campionamenti provenienti da varie fonti, fra cui voci, che avrebbe riprodotto sugli altoparlanti posti intorno al pubblico durante le esibizioni dal vivo, al fine di creare quelle che Edward Strickland definisce "trame orchestrali". Assistito da Richard Maxfield e Ramon Sender, Riley combinò i tape loop con dei dispositivi Echoplex, producendo così un pezzo "acido" quale è Mescalin Mix (1961), dove vengono accostati fra loro i campionamenti delle prime tracce dello stesso Riley. Successivamente, Riley combinò diversi nastri insieme per produrre brani come Music for the Gift (1963); durante i suoi concerti, Riley si serviva di un sistema di delay e feedback che impiegava due registratori a nastro (tecnica da lui nominata time lag accumulator).
Steve Reich usava una tecnica da lui definita phasing, in cui vengono associati due tape loop impostati a velocità leggermente diverse in modo tale che la discrepanza fra le due registrazioni diventi sempre più evidente con il passare del tempo. I pezzi creati con questo metodo sono It's Gonna Rain (1965) e Come Out (1966). In Violin Phase (1967), Reich combina il tape loop con una partitura strumentale. Più tardi, Gavin Bryars si servì di un metodo simile in 1, 2, 1-2-3-4 (1971), suonata da un piccolo complesso in cui ogni musicista improvvisa ascoltando lo stesso nastro in cuffia.

### Anni 1960-oggi: nella popular music
I tape loop sono stati largamente usati nella musica popolare dai pionieri del dub giamaicano come il produttore King Tubby. King Tubby realizzava brani improvvisati usando dei delay a nastro, mentre Sylvan Morris creava effetti di echo slapback utilizzando loop di nastro meccanici e fatti a mano. Queste tecniche verranno riprese dai musicisti hip hop negli anni settanta. Tra i primi a sfruttare i tape loop nella musica "pop" furono però i Beatles nell'album Revolver (1966) più precisamente in tracce come Tomorrow Never Knows dove vengono riprodotti cinque loop di nastro simultaneamente. Revolution 9 (1968) è una prova ancora più sperimentale, costituita quasi interamente da loop di nastro che si dissolvono in entrata e uscita.
Lo storico Ambient 1: Music for Airports (1978), di Brian Eno contiene un brano che, a detta del compositore inglese, "venne registrato usando un tape loop lungo settantanove piedi e l'altro ottantatré piedi".
L'introduzione di nuove tecnologie, fra cui i sequencer e i sintetizzatori analogici negli anni settanta, che verranno sostituiti dai sequencer digitali nel 1977, segnò la fine dell'era del tape loop. Con l'avvento del MIDI nel 1983, i computer e i dispositivi digitali divennero compatibili con quelli analogici. Da allora, gli artisti hanno sfruttato tecnologie più evolute. Uno dei pochi artisti che continuò a usare i tape loop è lo statunitense William Basinski, noto per la sua serie The Disintegration Loops (2002–2003), ove alcuni nastri da lui registrati negli anni ottanta si deteriorano sempre di più nel corso della loro riproduzione.